# クルディップ・シン・ボーガル
クルディップ・シン・ボーガル（Kuldip Singh Bhogal、1950年3月4日 - ）は、ウガンダの男子ホッケー選手。兄のアジット・シン・ボーガルもホッケー選手。
1972年のミュンヘンオリンピックにホッケーの代表に兄とともに選ばれており、予選でチームトップとなる4得点を決めたが、チームは予選最下位で敗退した。ウガンダがオリンピックのホッケー競技に出場したのは現在まででこの大会だけである。